# Blow (canção de Beyoncé)
"Blow'" é uma canção da artista musical estadunidense Beyoncé, contida em seu quinto álbum de estúdio homônimo (2013). Foi composta e produzida pela própria com o auxílio de Pharrell Williams, Timbaland, J-Roc e Justin Timberlake, com escrita adicional por James Fauntleroy. Inicialmente, seria lançada como o segundo single do disco em 13 de dezembro de 2013; contudo, seu lançamento foi cancelado a favor de "XO". Devido ao lançamento de diversos remixes da faixa, conseguiu atingir a liderança do periódico genérico estadunidense Hot Dance Club Songs.

## Antecedentes e divulgação
"Blow" foi composta e produzida pela própria artista com o auxílio de Pharrell Williams, Timbaland, J-Roc e Justin Timberlake, com escrita adicional por James Fauntleroy. Knowles também ficou a cargo da produção vocal da faixa, com seus vocais sendo gravados por Stuart White, Chris Godbey, Bart Schoudel e Andrew Coleman nos estúdios Jungle City Studios e Oven Studios, ambos localizados em Nova Iorque. White and Coleman também fizeram a edição e o arranjo digitais da música. White fez a mixagem da faixa em uma sala de mixagem situada em North Hollywood, Califórnia, enquanto sua engenharia musical foi feita por Justin Hergett, James Krausse, Paul Pavao e Edward Valldejuli. Williams e Timbaland foram os vocalistas de apoio do tema; as trompas foram tocadas por Katty Rodriguez, Adison Evans e Crystal Torres, sendo arranjadas por Derek Dixie. Após o lançamento de Beyoncé em 13 de dezembro de 2013, a Billboard anunciou que "Blow" seria lançada nas rádios mainstream estadunidenses e mundiais, enquanto "Drunk in Love" seria lançada apenas nas rádios urbanas estadunidenses; "XO" foi programada para ser lançada como o segundo single em 2014 nas rádios mainstram de todo o mundo. Contudo, o lançamento de "Blow" nas rádios foi cancelado devido ao seu conteúdo lírico atrevido, o que fez com que "XO" substituísse seu lançamento. Em 8 de abril de 2014, remixes de "Blow" e "XO" feitos pelo músico francês Monsieur Adi estrearam na página oficial da revista Out, juntamente com a aparição de Beyoncé na capa da publicação. O remix de "Blow" foi influenciado pelo electro house e foi descrito pelos editores da revista como "infeccioso". Lauren Nostro, da revista Complex, descreveu esta versão como "fantástica".
Em 2014, "Blow" foi adicionada ao repertório da última etapa europeia da turnê mundial The Mrs. Carter Show (2013-14). A canção recebeu elementos de "Naughty Girl" com um tema de épocas burlescas e da música disco. Durante o final da apresentação, foi exibida uma projeção do Pac-Man, personagem do jogo homônimo comendo cerejas projetadas em uma tela de LED no palco. Kitty Empire, do jornal The Observer, descreveu a canção como uma das mais explícitas do álbum e definiu a projeção como "engraçada, em vez de risível". Robert Copsey, do Digital Spy, escreveu que gostou da projeção, dizendo que ela conseguiu transformar "um jogo de computador familiar em algo muito diferente". Ao rever o concerto na Hydro, em Glasgow, Graeme Virtue, periodista do The Guardian, sentiu que a canção, juntamente com "Partition" e "Naughty Girl", "faz[em] um caso convincente para a Sra. Carter, uma máquina sexual imparável". Da mesma forma, Mark Savage, da BBC News, descreveu a metade do concerto, que incluiu as canções mais explícitas, como uma "sequência atrevida". Escrevendo para o Manchester Evening News, Dianne Bourne opinou que a adição de "Blow" e várias outras canções do álbum Beyoncé para o repertório trouxe "uma nova energia vibrante (...) proporcionando um sulco de funk até sua impressionante arsenal de seus maiores sucessos". Escrevendo para a MTV News, Sidney Madden elogiou a dança executada pela cantora com suas dançarinas de apoio. Descrevendo Beyoncé como uma "modelo de poder", David Pollock, do periódico The Independent, elogiou a "moagem de Beyoncé moagem através da majestade encharcada da música disco" na canção.

## Vídeo musical
O vídeo musical de "Blow" foi dirigido por Hype Williams e produzido por Tony McGary. Foi filmado na pista de patinação Fun Plex, localizada em Houston, Texas, a qual Beyoncé visitava frequentemente quando criança. Ela descreveu a filmagem do vídeo como "bonita" devido ao local onde foi gravado, e comentou: "Eu fiquei muito feliz por trabalhar com [Williams] novamente porque, quando crescia, ele criava vídeos para artistas do R&B e do hip hop". Todrick Hall serviu como um dos coreógrafos do trabalho, juntamente com Frank Gatson Jr., colaborador de longa data de Knowles, e Chris Grant. Em uma entrevista à MTV News, Hall prezou o envolvimento da cantora durante as filmagens do vídeo musical, dizendo que "ela iria assistir diversas vezes a reprodução das cenas filmadas". O vídeo musical foi lançado em 13 de dezembro de 2013 através da iTunes Store, juntamente com o álbum Beyoncé e os vídeos musicais de todas as faixas do disco.
O vídeo contém aparições da irmã de Beyoncé Solange Knowles, suas dançarinas de apoio, incluindo o duo dançarino francês Les Twins e sua banda feminina. O vídeo musical se inicia com Beyoncé e Solange andando em bicicletas lowriders, chegando a uma pista de patinação onde várias pessoas estão reunidas. São vistas cenas de pessoas patinando na pista, com bolas de discoteca penduradas no teto. A cantora então é vista executando passos de dança com várias dançarinas de apoio, com elas apoiando a cantora em suas mãos e entrando em um lugar chamado "Roller City USA". Beyoncé começa a andar de Skate e a fazer vários movimentos de dança em câmera lenta com várias de suas dançarinos vestidas com shorts e camisetas. Seguem-se cenas que foram filmadas com luzes negras, com Beyoncé executando outra sequência de dança juntamente com suas dançarinas apoiadas em seus patins. A parte da canção que contém andamento acelerado se inicia e a cantora é vista chegando com um veículo na frente de um lugar chamado "Cherry". Ela dança em cima de um carro e dança com sua banda feminina, que apresenta a música em seus instrumentos. Enquanto a faixa progride, começa a aparecer uma fumaça de fora do carro e na cena onde ela está com sua banda. No final do vídeo, Beyoncé e sua irmã são vistas indo embora no mesmo caminho por onde vieram. O vídeo termina com a face de Beyoncé sendo vista fazendo sincronização labial.

## Créditos
Lista-se abaixo os profissionais envolvidos na elaboração de "Blow", de acordo com os créditos divulgados na página oficial de Knowles:
| - Beyoncé Knowles: produção, produção vocal, vocais - Pharrell Williams: produção, vocalista de apoio - Timbaland: co-produção, vocalista de apoio - J-Roc: co-produção - Katty Rodriquez: trompete - Adison Evans: trompete - Crystal Torres: trompete - Derek Dixie: arranjo de trompetes, consulta de mixagem - Stuart White: gravação, edição e arranjo digitais, mixagem - Andrew Coleman: gravação, edição e arranjo digitais | - Chris Godlbey: gravação - Bart Schoudel: gravação - Ramon Rivas: engenharia - Matt Weber: assistência de engenharia - Justin Hergett: engenharia de mixagem - James Krausse: assistência de engenharia de mixagem - Paul Pavao: assistência de engenharia de mixagem - Edward Valldejuli: assistência de engenharia de mixagem - Tom Coyne: masterização - Aya Merrill: masterização |

## Desempenho nas tabelas musicais

### Posições
| Tabela musical (2013-14)                 | Melhor posição |
| ---------------------------------------- | -------------- |
| Coreia do Sul (Gaon International Chart) | 118            |
| Estados Unidos (Hot Dance Club Songs)    | 1              |